# Kỷ Orosira
Kỷ Orosira hay kỷ Tạo Sơn (Orosirian, từ tiếng Hy Lạp: orosira, nghĩa là "dãy núi") là kỷ địa chất thứ ba trong đại Cổ Nguyên Sinh và kéo dài từ khoảng 2.050 triệu năm trước (Ma) tới khoảng 1.800 Ma. Thay vì dựa trên địa tầng, các niên đại này được xác định bằng địa thời học.
Nửa sau của kỷ này là khoảng thời gian của các hoạt động kiến tạo sơn gần như trên tất cả các lục địa.
Có lẽ trong kỷ này thì khí quyển Trái Đất đã thay đổi sang dạng giàu oxy do quang hợp của vi khuẩn lam.
Hai sự kiện va chạm lớn nhất đã biết trên Trái Đất diễn ra trong kỷ Orosira. Ở rất gần thời kỳ đầu của kỷ, khoảng 2.023 Ma, va chạm với một tiểu hành tinh đã tạo ra cấu trúc va chạm Vredefort. Sự kiện va chạm đã tạo ra cấu trúc của lòng chảo Sudbury diễn ra vào gần thời kỳ kết thúc của kỷ này, khoảng 1.850 Ma.